# Спурий Фурий Медулин (трибун 378 пр.н.е.)
Вижте пояснителната страница за други личности с името Спурий Фурий Медулин.
Спурий Фурий Медулин (на латински: Spurius Furius Medullinus) е политик на Римската република през 4 век пр.н.е.
Произлиза от патрицианската фамилия Фурии и е вероятно брат на Луций Фурий Медулин (военен трибун 381 пр.н.е.).
През 378 пр.н.е. е консулски военен трибун заедно с Квинт Сервилий Фидена. Участва във войната против волските в Анциум.